# Nachdenken über Christa T.
Nachdenken über Christa T. ist ein Roman von Christa Wolf, der – am 1. März 1967 beendet – 1968 im Mitteldeutschen Verlag Halle/Saale erschien. Der Publikation des Romans, der in der DDR zunächst nur in sehr geringer Auflage erscheinen durfte, ging ein langer Zensurprozess voran.
Die erzählte Zeit umfasst 1943 bis 1962 im ursprünglichen Ostdeutschland, in den späteren Ländern Brandenburg und Mecklenburg-Vorpommern, in Ost- und West-Berlin  und in Leipzig. Zwar behandelt das Werk die Geschichte einer Christa T., doch der Text sei als „Nachricht... aus dem innersten Innern“ zu verstehen, so die Autorin. Im Nachwort heißt es, die Autorin habe über die Vita ihrer früh verstorbenen Jugendfreundin Christa Tabbert-Gebauer (* 1927; † 1963) nachgedacht (ein Hernach-denken auch als „Hinterher-Denken“, d. h.: Würdigung des individuellen Lebens, wörtlich im Text: „Nachdenken über Christa T. Ihr nach-denken.“).

## Inhalt
Die Ortschaft, in der sich die Erzählerin und Christa T. im November 1943 in der Schule kennenlernen, liegt zwei Fahrstunden von Berlin entfernt. Beyersdorf und Altensorge sind Nachbarorte. Christa T., Tochter eines Dorfschullehrers, kommt aus dem knapp 50 Kilometer entfernten Eichholz bei Friedeberg. Die jungen Mädchen in der Klasse stehen auch nach dem Attentat vom 20. Juli 1944 treu zu Adolf Hitler.
Die Erzählerin und Christa T. verlieren sich 1945 aus den Augen, begegnen sich jedoch 1952 an der Uni Leipzig beim Pädagogikstudium wieder. Umdenken ist angesagt; neue Namen stehen auf den Broschüren: Gorki und Makarenko. Christa T. liest Dostojewski und schreibt. Schreibend auf dem „Weg zu sich selbst“ entdeckt und behauptet sie sich; nähert sich den Dingen. Während des mehrjährigen Lehrerstudiums in Leipzig verlässt Christa T., die als wirklichkeitsfremd gilt, mitunter – unruhig geworden – ihre Kommilitonen, kommt aber stets wieder zurück. Dem Wunsch der Eltern, die Stelle ihres Vaters zu übernehmen, folgt sie nicht. In den Leipziger Jahren malen sich die künftigen Pädagogen ihre Paradiese aus – gleichviel ob mit Gas oder Atomstrom beheizt, es sind ihre Refugien, es ist ihre Sache. Mit den Jahren verflüchtigen sich die Luftschlösser. Der Streit über die Ausgestaltung der Utopien geht in einstimmigen Chorgesang über.
Am 22. Mai 1954 beendet Christa T. ihr Studium. In Leipzig hatte sie Justus, einen Veterinär, kennengelernt, den sie 1956 heiratet. Im selben Jahr wird ihre Tochter Anna geboren. Manchmal sucht Justus seine Verwandten in Westdeutschland auf. In der siebenjährigen Ehe kommen noch zwei Kinder zur Welt. Des Öfteren fahren Justus und Christa T. gemeinsam über Land. Für ihre Skizzen „Rund um den See“ lässt sich Christa T. von den Bauern Geschichten erzählen. Später beschließt das Paar, auf dem Land zu bleiben, wo Justus als Tierarzt tätig ist. Das Ehepaar baut ein Haus, einsam gelegen, auf einer kleinen Anhöhe am See. Bauen bedeutet in der DDR für Intelligenzler ohne „Beziehungen“ eine beträchtliche Kraftanstrengung. Die Ehe ist glücklich; nur einmal erlaubt sich Christa T. einen Seitensprung mit einem Jagdfreund von Justus. Der Gehörnte schafft das Problem aus der Welt, indem er seine Frau ein weiteres Mal schwängert.
Christa T. schluckt Unmengen Prednison gegen Leukämie. Auf den Tod an Panmyelophise erkrankt, bringt Christa T. im Herbst 1962 ihr drittes Kind, ein Mädchen, zur Welt. Im darauf folgenden Februar stirbt sie.

## Selbstzeugnis
„Alles, was ich bisher geschrieben habe, nicht zuletzt dieses Buch, entstand aus Parteinahme für die sozialistische Gesellschaft, in der ich lebe.“

## Form und Interpretation
Selbstreflexion
Auf den zunächst unergiebig scheinenden Stoff soll Christa Wolf nach der niederdrückenden Erfahrung des 11. Plenums gekommen sein. Das Thema des Romans ist der Individualismus der kritisch denkenden Erzählerin einerseits und der sensiblen Figur Christa T. andererseits. Ihr Individualismus, der Menschlichkeit zum Kern hat, ist kein oppositioneller, beide brechen nicht mit der autoritären Gesellschaft, in der sie leben, doch führt sie ihr Fühlen und Erkennen anhaltend zu den Fragen, wie mit den ungenutzten Möglichkeiten des Lebens umzugehen sei und ob man als Mensch denn richtig lebe. Folglich ist das Thema des Romans, zumindest bei seiner Entstehung in den 1960er Jahren, ein modernes.
Der starke Individualismus der Schullehrerin Christa T. zeigt sich exemplarisch, als sie das Wohnhaus in einer fast unberührten Landschaft erbauen lassen kann, für DDR-Verhältnisse ein ungewöhnlicher Vorgang. Dieses Haus entsteht überdies nach Entwürfen von Christa T. – es verkörpert einen Idealfall von Selbstverwirklichung, ermöglicht durch individuellen Mut und durch Kreativität. Im Gegensatz hierzu ist die Selbstreflexion der West-Berliner Verwandten von Justus, die „Republikflüchtlinge“ sind, wenig ausgeprägt. Sie sprechen im Jargon des Rundfunks im Amerikanischen Sektor. Im Text wird darauf nicht weiter eingegangen, der Sozialismus wird nicht explizit verteidigt.
Gewissensbisse
Kähler schreibt, Christa Wolf habe ihr seitenlanges Nachdenken „mit von Gewissensbissen gepeinigtem nervösem Lyrismus“ durchsetzt. Damit spricht er das grüblerische Grundelement des Textes an. Nachdem Christa T. gestorben ist, erhält die Erzählerin die nachgelassenen Tagebücher, Briefe, Geschichten und Entwürfe. Zitate daraus sind im Text kursiv wiedergegeben. Den Text niederschreibend, denkt die Erzählerin, vor jenen Papieren sitzend, über das Leben der verstorbenen Freundin nach und kommt auf grundsätzliche Fragen: Wenn die Erzählerin aus den vorliegenden „Kritzeleien“ einen vorzeigbaren Text macht, hätte das die Urheberin des Rohmaterials zu Lebzeiten gutgeheißen? Warum, könnte der Leser außerdem fragen, beschäftigt sich die Erzählerin überhaupt mit dem Lebensbild von Christa T.? Wären nicht „größere, nützlichere Lebensläufe“ viel eher relevant? Und hat die Erzählerin überhaupt das Recht, all dies zu publizieren? Sie ist ja auf die Letzte nie am Krankenbett von Christa T. gewesen. Aber die Erzählerin muss an das Lachen von Christa T. denken – ein unvergessliches, nicht beschreibbares Lachen. Weitere Erzählgründe werden gefunden: Die „Erbitterung aus Leidenschaft“ der Christa T. (die sich für die Erzählerin in einer Episode im Krankenhaus zeigt) ist einer. Ein zweiter Grund betrifft den vorbildlichen Menschen: Christa T. ist ein Mensch, der nie für immer und ewig angekommen ist. Auch war die Protagonistin alles andere als gewissenlos und schaute mit Phantasie in die Zukunft.
Urteile
Die Erzählerin fällt Urteile. Zum Beispiel habe sich Christa T. treiben lassen.
Wiederholung
Das Stilelement der Wiederholung kommt verschiedentlich zur Anwendung. Da sind die zahlreichen, auf den Text relativ gleich verteilten Vorgriffe auf das Ende von Christa T. Leukämie, die Todesursache der Christa T., wird zeitig mitgeteilt. Eine andere augenfällige Wiederholung ist die Erwähnung von Christa T. als Trompetenspielerin nach der dieses Motiv einführenden Episode im ersten Kapitel. Wenn die Erzählerin sich darauf bezieht, möchte sie vermutlich eines ihrer grundlegenden Schreibanliegen artikulieren: Christa T. war eine Frau, die sich stets ihr Recht genommen hat, „nach […] eigenen Gesetzen zu leben“.
Ehrlichkeit
In seiner Bitte um Erteilung der Druckgenehmigung schreibt der Hallenser Verleger Heinz Sachs an den Zensor: „Es ist ein geistvolles, unschematisches, zu tiefem Nachdenken anregendes Buch, ein psychologisch tiefgründiges, ehrliches Buch, ...“ Diese Einschätzung bezieht sich vielleicht auf den Umstand, dass Christa Wolf über den ganzen Text hinweg mit der Textgestalt hadert. Eine gewisse Konfusion im Vortrag der Erzählerin wird mit dem Zustand des Nachlasses von Christa T. (lose Zettel) begründet.
Der Text wirkt zum Teil experimentell. Erweckt eine Wiedergabe längerer Überlegungen von Christa T. zunächst den Eindruck, die bis dato unsichere, an sich zweifelnde Erzählerin habe sich in eine allwissende verwandelt, folgt schließlich die Relativierung: Es könnte so gewesen sein. Gefühlsduselei erlaubt sich die Autorin an keiner Stelle; dennoch beschreibt sie das Sterben der Christa T. in den letzten Kapiteln des Buches sehr intensiv. Brigitte Reimann trifft dieses Lesegefühl am 19. März 1969 mit dem Satz: „Wie stark einen das alles angeht!“ Auch Sarah Kirsch war „am Schluß... dicht am Heulen“ und Reiner Kunze resümiert: „Das Buch hat mich äußerst (innerst) berührt.“
Zensur
Ihrem Antrag auf Druckgenehmigung mussten Verleger seinerzeit Außengutachten beifügen. In dem Fall empfahl der Außengutachter Günter Caspar „den Druck in hoher Auflage“ unter anderem mit der Begründung: „Christa Wolf hat auch soviel historisch-politische Wirklichkeit hereingenommen, wie es bei solchem Stoff und Thema nur möglich ist, und so organisch auf die Figuren bezogen, daß nirgendwo etwas aufgesetzt wirkt.“ Rückblickend bleibt es ein Rätsel und sicherlich auch bewundernswert, wie es der Autorin 1968 gelungen ist, diesen Text durch die Zensur zu bringen. Immerhin genehmigten die Zensoren am 2. Mai 1968 den Druck des Manuskripts unter anderem mit der Begründung, der Text sei „voller schöner Bekenntnisse zum Sozialismus“. Christa Wolf hat Anspielungen durch die Zensur gebracht, deren Hintergrund ein Leser aus dem 21. Jahrhundert ohne Kommentar kaum erkennen wird (etwa die Erwähnung der Kämpfe in Budapest). Andererseits fehlt es nicht an Bekenntnissen zum Sozialismus. Beispielsweise spielen die Erzählerin und Christa T. nicht mit dem Gedanken an eine Flucht aus der DDR.
Philosophie
Der Text eröffnet beträchtliche Tiefe. Damit sind nicht nur die geistreichen Kurzausflüge in die Literaturgeschichte des 18., 19. beziehungsweise 20. Jahrhunderts gemeint, die das Buch durchziehen, sondern auch unmittelbar philosophische Einlassungen. Zum Beispiel findet die Erzählerin in den Papieren der Christa T. eine merkwürdige Frage nach dem Wesen der Tatsachen. Christa Wolf gibt darauf eine Antwort, die der materialistisch geschulte Leser aus der DDR des Jahres 1968 wohl erst einmal verdauen musste: Tatsachen seien „Spuren, die die Ereignisse in unserem Innern hinterlassen.“
Unentscheidbarkeiten
In einigen Textpassagen finden sich fehlerhafte Informationen, wobei sich nicht immer sagen lässt, ob die Autorin diese zur Charakterisierung ihrer Figuren einsetzt oder dem Leser unterschieben möchte. So wird beispielsweise behauptet, „Sehnsucht“ komme von „sehen“. Das ist offenkundig nicht der Fall – das Verb „sehnen“ kommt von „sich härmen“ oder bedeutet auch „liebend verlangen“. Während ihrer Leipziger Schulzeit ordnet Christa T. das „Ik gihorta dat seggen“ fälschlich den Merseburger Zaubersprüchen zu. Darüber hinaus verwendet sie gelegentlich plattdeutsche Wendungen und scheut auch vor einem Pleonasmus wie „wahre Wirklichkeit“ nicht zurück.

## Rezeption
- Das Echo auf den schmalen Band ist enorm. De Wild[43] listet 366 Äußerungen auf.
- Lew Kopelew schreibt am 4. Dezember 1969 einen Brief im Zug von Jerewan nach Moskau an Christa Wolf, darin unter anderem, dass die Freundin „mit dem Allerweichsten das Allerhärteste“[44] bewältigt habe.
- Gabriele Wohmann, meint Klasson[45], habe den Text 1969 für mittelmäßig gehalten. Manfred Durzak lobt den Roman, in dem „Utopie und Realität in einem vollendeten Balanceakt künstlerisch durchgehalten werden.“[46] Wolfram und Helmtrud Mauser haben ein eigenes Buch über das Buch geschrieben. Aus ihrem reichen Fundus möglicher Interpretationen nur zwei Beispiele: Ist Christa T. eine reine Torin, eine, die sich professionell verrückt stellt? Dafür spräche etwa ihre Unbestechlichkeit – ein Tor lässt sich nicht korrumpieren. Oder die Passage von den Metaphern: Der Kater stehe für die Angst vor der Gewalt, die Mauer für die DDR-Enge, der Krähenschwarm für drohenden Tod und der Bau des Hauses für Heimatgewinn.[47]
- Christa T.s Existenz werde dialektisch durchdrungen,[48] wobei sich die Erzählerin bewusst sei, dass es sich dabei nur um „ihre Version“[49] dieser unabgeschlossenen, schwer fassbaren Geschichte handele[50]. Im Sozialismus sähe Christa Wolf eine Möglichkeit, etwa der Verrohung Jugendlicher Einhalt zu gebieten.[51]
- In Christa Wolfs Publikationen aus den frühen 1960er Jahren solle sich der Protagonist gemäß den Wünschen der Gesellschaft, in der er lebt, entwickeln. In diesem Buch aber werde der Spieß umgedreht. Die Gesellschaft solle sich dem Individuum öffnen.[52]

Sozialismus
- Horst Haase meint: „Dieses heitere und sichere Bekenntnis zu unserer Zeit nach all den Konflikten und Gefährdungen macht uns diese Gestalt, dieses Buch wertvoll. Deshalb brauchen wir diese Christa T.,...“[53]
- Zwar ist Robert Havemann mit der Autorin nicht bekannt, aber er schreibt ihr am 21. Juli 1969: „Darin [in dem Buch] ist viel von unserem Nachdenken über uns selbst. Es ist ein... Buch, ohne jede Lüge, ohne jede Feindschaft, so wie wir diese Sache lieben und doch fast an ihr verzweifeln könnten.“
- Stephan Hermlin nennt den Roman 1969 „avantgardistisch, weil er zeigt, daß der Aufbau des Sozialismus nicht nur eine ökonomische, sondern vor allem eine moralische Aufgabe ist.“[54]

Ostdeutschland
- Nach Gödeke-Kolbe[55] wird mit dem Roman DDR-Geschichte der selbstreflexiven Art geschrieben. Thomas von Vegesack aus Stockholm meint, Christa Wolf schreibe gegen die Intoleranz der ostdeutschen Gesellschaft an[56].

Kalter Krieg
- Heinrich Mohr bezeichnet den Roman als ein Politikum[57] Günter Zehm nimmt sich in „Der Welt“ vom 27. März 1969 die oben erwähnte Ostberliner Rezension Hermann Kählers vor, nach der der Roman ein Konglomerat aus Immensee und Gantenbein sei.[58] Marcel Reich-Ranicki hält das Buch für „leicht angreifbar und schwer greifbar“.[59] Er sagt: „Christa T. stirbt an Leukämie, aber sie leidet an der DDR.“[60] Max Walter Schulz kritisiert auf dem 6. DDR-Schriftstellerkongreß (28. bis 30. Mai 1969), „daß sich die andere Seite [aus dem Buch] nur zu wählen braucht, was ihr beliebt.“[61] Es ist durchaus möglich, dass Schulz die FAZ vom 28. Mai 1969 studiert hatte, in der Rolf Michaelis sich die Passage mit Christa T.s Suizidabsicht vom „Frühsommer dreiundfünfzig“[62] herausgepickt hatte und nachhakte: im Frühsommer 1953 „nach dem 17. Juni“[63]. Eberhard Röhner argumentiert auf demselben Kongress: „Selbstverwirklichung des Menschen erscheint... als Rückzug von den entscheidenden Problemen unserer Zeit“[64] Reich-Ranicki erkennt immerhin in dem Zusammenhang an, Christa T. baue ihr Haus in der DDR[65]. Zwar hält Fritz J. Raddatz diese Prosa für „künstlerisch ausbalanciert“[66], kann sich allerdings mit der Bejahung des Sozialismus nicht anfreunden. Barner und Mitarbeiter[67] registrieren bei manchen Kritikern aus dem Westen die Neigung, eine Romanfigur zu übersehen: die Erzählerin.

### Textausgaben
Erstausgabe
- Nachdenken über Christa T. Mitteldeutscher Verlag, Halle (Saale) 1968.

Verwendete Ausgabe
- Nachdenken über Christa T. Bd. 2 In: Sonja Hilzinger (Hrsg.): Christa Wolf. Werke in zwölf Bänden. Luchterhand, München 1999, ISBN 3-630-87046-5.

### Sekundärliteratur
- Wolfram und Helmtrud Mauser: Christa Wolf: »Nachdenken über Christa T.«. Wilhelm Fink (Uni-Taschenbücher 1457), München 1987, ISBN 3-7705-2441-1.
- Therese Hörnigk: Christa Wolf. Volk und Wissen, Berlin 1989, ISBN 3-06-102746-7, S. 130–149.
- Angela Drescher (Hrsg.): Dokumentation zu Christa Wolf: »Nachdenken über Christa T.«. Luchterhand, München 1991, ISBN  3-630-86776-6.
- Vera Klasson: Bewußtheit, Emanzipation und Frauenproblematik in »Der geteilte Himmel« und drei weiteren Texten von Christa Wolf. Acta Universitatis Gothoburgensis, Göteborg 1991, ISBN 91-7346-232-2. S. 96–120.
- Alexander Stephan: Christa Wolf. Beck, München 1991, ISBN 3-406-35362-2, S. 59–92. (BsR 603)
- Barbara Dröscher: Subjektive Authentizität. Zur Poetik Christa Wolfs zwischen 1964 und 1975. Königshausen & Neumann, Würzburg 1993, ISBN 3-88479-832-4, S. 77–106. (Diss. FU Berlin 1992)
- Sabine Wilke: Ausgraben und Erinnern. Zur Funktion von Geschichte, Subjekt und geschlechtlicher Identität in den Texten Christa Wolfs. Königshausen & Neumann, Würzburg 1993, ISBN 3-88479-806-5.
- Wilfried Barner (Hrsg.): Geschichte der deutschen Literatur. Band 12: Geschichte der deutschen Literatur von 1945 bis zur Gegenwart. C. H. Beck, München 1994, ISBN 3-406-38660-1, S. 535–536.
- Heidi Gidion: Christa Wolfs »Nachdenken über Christa T.« Wiedergelesen nach fünfundzwanzig Jahren. In: Heinz Ludwig Arnold (Hrsg.): Text + Kritik. Heft 46. Christa Wolf. 4. Auflage: Neufassung. München 1994, ISBN 3-88377-472-3, S. 48–58.
- Henk de Wild: Bibliographie der Sekundärliteratur zu Christa Wolf. Peter Lang, Frankfurt am Main 1995, ISBN 3-631-48735-5.
- Annette Firsching: Kontinuität und Wandel im Werk von Christa Wolf. Königshausen & Neumann, Würzburg 1996, ISBN 3-8260-1208-9, S. 41–69.
- Günther Drosdowski: Duden. Etymologie. 2. Aufl. Dudenverlag, Mannheim 1997, ISBN 3-411-20907-0. (Reihe Der Duden in 12 Bänden, Bd. 7)
- Jörg Magenau: Christa Wolf. Eine Biografie. Kindler, Berlin 2002, ISBN 3-463-40394-3, S. 192–233.
- Stefanie Gödeke-Kolbe: Subjektfiguren und Literaturverständnis nach Auschwitz. Romane und Essays von Christa Wolf. Peter Lang, Frankfurt am Main 2003, ISBN 3-631-50577-9, S. 215–267. (Diss. Uni Frankfurt am Main 2002)
- Gero von Wilpert: Lexikon der Weltliteratur. Deutsche Autoren A–Z. Stuttgart 2004, ISBN 3-520-83704-8.
- Anita Gröger: Erzählte Zweifel an der Erinnerung. Eine Erzählfigur im deutschsprachigen Roman der Nachkriegszeit (1954-1976). Ergon-Verlag, Würzburg, 2016. S. 221–246 (Inhaltsverzeichnis)  ISBN 978-3-95650-149-4